# Stratonice của Macedonia
Stratonice của Macedonia (tiếng Hy Lạp: Στρατoνικη; sống vào thế kỷ thứ 3 TCN) là con gái vua nhà Seleukos, Antiochos I Soter (281-261 TCN) với Stratonice của Syria. Bà đã kết hôn với Demetrios II (239-229 TCN), vua của Macedonia  Stratonice sinh cho Demetrios II, một người con gái được gọi là Apama. Thời gian của cuộc hôn nhân vẫn chưa được biết. Nhưng bà dường như vẫn còn ở Macedonia cho đến năm 239 trước Công nguyên, khi bà rời bỏ Demetrios trong căm phẫn, dựa trên thông tin về cuộc hôn nhân thứ hai của ông ta với Phthia, con gái của Olympias, và quay trở về Syria. Ở đây cô đã không thành công trong việc xúi giục cháu mình, Seleukos II Kallinikos (246-225 TCN) trả thù cho sự xúc phạm này đối với bà bằng cách tuyên bố chiến tranh chống lại vua Macedonia. Theo một nguồn khác, bà đã hy vọng xui khiến Seleukos cưới bà, nhưng tâm trí nhà vua đã hoàn toàn để tâm đến việc khôi phục lại Babylon và các tỉnh của đế quốc. Trong khi ông đang đi chinh phạt, Stratonice đã lợi dụng sự vắng mặt này để kích động một cuộc nổi loạn chống lại ông tại Antioch, nhưng bà đã dễ dàng bị trục xuất khỏi thành phố khi Seleukos trở về, và bị buộc phải bỏ chạy tới Seleucia, nơi đó bà đã bị bao vây, bị bắt làm tù binh, và bị giết chết sau đó.